# Croix de la Brassée (Séné)
Pour les articles homonymes, voir Croix de la Brassée.
La croix de la Brassée est située sur l'ancienne route de Vannes à Nantes (côté nord), près du lieu-dit Saint-Laurent, sur la commune de  Séné dans le Morbihan.

## Historique
La croix de la Brassée fait l’objet d’une inscription au titre des monuments historiques depuis le 16 février 1929.

## Architecture
La croix de la Brassée est une croix monolithe de granit.

## Tradition
Cette croix était par le passé un rendez-vous pour les jeunes filles qui embrassant la pierre afin de trouver un mari.